# Pannonhalmi Szemle
A Pannonhalmi Szemle a Pannonhalmi Bencés Főapátság 1926 és 1944 között megjelenő, majd 1993-ban újraindult negyedéves folyóirata. Főszerkesztője Sulyok Elemér (2015-ös elhunyta után pedig Gelencsér Gábor), ISSN-száma 1216-9188. A periodikában magyar és külföldi szerzők teológiai, filozófiai és történeti tanulmányai jelennek meg, de a tematikai spektrum ennél jóval szélesebb: esztétikai, zeneelméleti, irodalomtörténeti, társadalomtudományi esszék, klasszikus és kortárs versek, recenziók egyaránt helyet kapnak a folyóirat lapjain.
A Pannonhalmi Szemle 2001-ben „Alkotóközösség” kategóriában Joseph Pulitzer-emlékdíjat kapott.
A folyóirat nevének parafrazálásával 2005-től jelenik meg a Pannonhalmi Bencés Gimnázium diákújságja, a Pannonhalmi Zsemle.

## Külső hivatkozások
- A folyóiratról a pannonhalmi főapátság honlapján Archiválva 2018. február 20-i dátummal a Wayback Machine-ben
- A folyóirat saját honlapja
- Pannonhalmi Zsemle
- Pannonhalmi Zsemle Online